# Alesia Turawa
Alesia Turawa (ur. 6 grudnia 1979) – białoruska lekkoatletka, była rekordzistka świata w biegu na 3000 z przeszkodami.
Dystans 3000 metrów z przeszkodami jest ulubionym dystansem Turawy i to na nim odnosi swoje największe sukcesy :
- złoty medal Mistrzostw Europy w Lekkoatletyce (Göteborg 2006)
- 1. miejsce w Światowym Finale IAAF (Stuttgart 2006)
- 1. miejsce podczas Pucharu Świata w Lekkoatletyce (Madryt 2006)

Turawa występuje również z powodzeniem w biegu na 1500 metrów:
- brązowy medal na Halowych Mistrzostwach Europy w Lekkoatletyce (Wiedeń 2002)

## Rekordy życiowe
- bieg na 1500 m - 3:59.89 (2002) - Rekord Białorusi
- bieg na 3000 m - 8:32.89 (2001) - Rekord Białorusi
- bieg na 3000 m z przeszkodami - 9:16,51 (2002)- Rekord Białorusi, 8. wynik w historii światowej lekkoatletyki
- bieg na 5000 m - 15:23.84 (2000)
- bieg na 800 m (hala) - 2:02.11 (2003)
- bieg na 1500 m (hala) - 4:04.42 (2004) - Rekord Białorusi
- bieg na milę (hala) - 4:33.88 (2002)
- bieg na 3000 m (hala) - 9:00.70 (2003)

12 czerwca 2002 przebiegła 3000 m z przeszkodami w czasie 9:21.72 odbierając rekord świata Polce Justynie Bąk. 27 lipca 2002 w Gdańsku Turawa przebiegła 3000 m z przeszkodami w czasie 9:16.51 bijąc własny rekord świata, który straciła 10 sierpnia 2003 na rzecz Rosjanki Samitowej-Gałkiny.
Siostra Alesii Turawy - Rita również jest lekkoatletką, medalistką wielu światowych imprez w chodzie.